# AIDAdiva
Le MS AIDAdiva est un navire de croisière appartenant à la société Aida Cruises du Carnival corporation & PLC.

## Notes et références

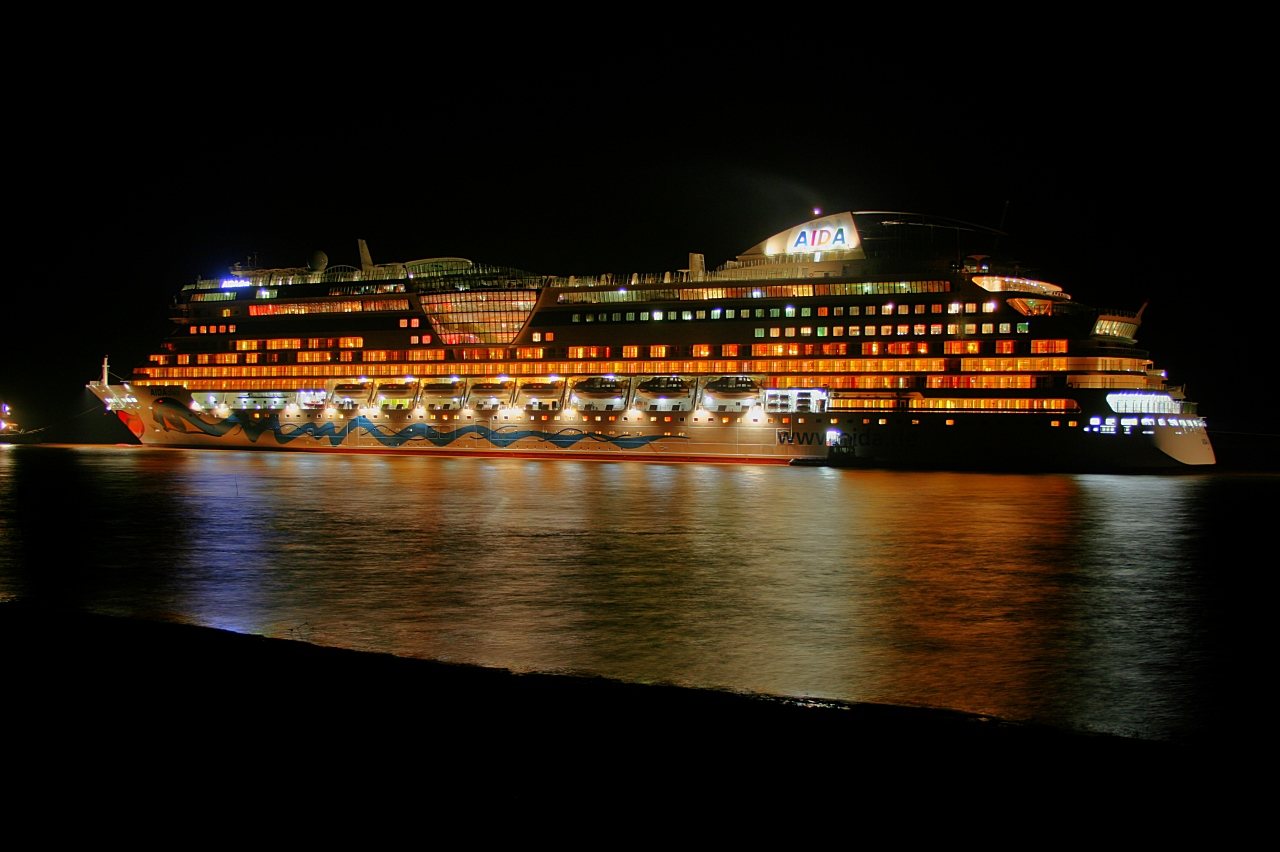
AIDAdiva au port